# Cucullanus dodsworthi
Cucullanus dodsworthi is een rondwormensoort uit de familie van de Cucullanidae. De wetenschappelijke naam van de soort is voor het eerst geldig gepubliceerd in 1922 door Barreto.